# Грязнушка (приток Свияги)
Грязнушка (устар. Грязнуха) — река в Ульяновской области России, протекает по Ульяновскому району и городскому округу Ульяновск. Левый приток Свияги.

## География
Река Грязнушка берёт начало в селе Зелёная Роща, течёт на северо-восток по открытой местности и впадает в Свиягу на южной окраине Ульяновска, у села Вырыпаевка. Устье реки находится в 253 км от устья Свияги. Длина реки составляет 18 км.

## Данные водного реестра
По данным государственного водного реестра России относится к Верхневолжскому бассейновому округу, водохозяйственный участок реки — Свияга от истока до села Альшеево, речной подбассейн реки — Волга от впадения Оки до Куйбышевского водохранилища (без бассейна Суры). Речной бассейн реки — (Верхняя) Волга до Куйбышевского водохранилища (без бассейна Оки).
Код объекта в государственном водном реестре — 08010400512112100002189.